# Strada statale 67 bis Tosco Romagnola
La strada statale 67 bis Tosco-Romagnola (SS 67) da Fornacette a Stagno, è una variante del percorso della strada statale 67 italiana, gestita dall'ANAS. È detta anche via dell’Arnaccio, dal nome del canale laterale del fiume Arno che la costeggia per gran parte del suo percorso.

## Percorso
La strada si diparte dal chilometro 15 della statale 67 a Fornacette nel comune di Calcinaia, supera la ferrovia Leopolda e al chilometro 10+400 incrocia la S.S. 206 Pisana - Livornese. Percorre un lungo tratto in aperta campagna nella pianura pisana tra i comuni di Cascina e Collesalvetti in provincia di Livorno, per congiungersi alla S.S. 1 Aurelia al chilometro 322+300, nel territorio del comune di Pisa poco a nord di Stagno, frazione di Collesalvetti.
In caso di accumuli di piogge, la strada è spesso interessata da allagamenti, a causa dei canali adiacenti ad essa. L'ANAS in questi casi è costretta a chiudere il tratto compreso tra la strada statale 206 Pisana-Livornese e la S.S. 1 Aurelia per inagibilità.